# Homolka (Středolabská tabule, 257 m)
Homolka (257 m n. m.) je vrch v okrese Jičín Královéhradeckého kraje. Leží u jižního okraje obce Běchary na jejím katastrálním území.

## Popis
Je to krátký nesouměrný strukturně denudační hřbet směru zhruba západ–východ, který je rozdělen na dvě části sedlem, jímž vede silnice od Běchar k jihu. Západní část má příkřejší svahy (zde je vrchol Homolky), východní mírnější část je na mapách značena Na nivách. Celý hřbet je složen ze svrchnokřídových jílovců, slínovců a prachovců. Na západě je hřbet omezen mělkým údolím potoka Stříble. V západní části jsou sady s křovinami a listnatý lesík, ve východní části je orná půda. Je to částečně výhledové místo.

## Geomorfologické zařazení
Geomorfologicky vrch náleží do celku Středolabská tabule, podcelku Mrlinská tabule, okrsku Královéměstecká tabule a podokrsku Záhornická tabule